# Музей Куму
Ку́му (ест. Kumu Kunstimuuseum) — художній музей у столиці Естонії місті Таллінні.
Музей є найбільшим в Балтійському регіоні і одним з найбільших музеїв у Північній Європі. Це один з п'яти філіалів Естонського художнього музею, тут також міститься основний адміністративний офіс закладу.
В Куму представлені як постійні колекції, так і тичасові виставки.
Основна колекція охоплює мистецтво Естонії від XVIII ст., включає роботи радянського періоду (1941—1991) та показує і соціалістичний реалізм, і неофіційне мистецтво. Тимчасові виставки представляють зарубіжне і естонське сучасне мистецтво.
Куму — це абревіатура від естонського «KUnstiMUuseum» (художній музей). Дизайнером став фінський архітектор Пекка Вапавуорі, який виграв конкурс у 1994. Музей було створено в період з 2003 по 2006 роки.
Куму отримав нагороду Європейського Музею року 2008 від європейського музейного форуму.